# Camille Wilson
Camille Wilson (* 12. Februar 1995 in Petaluma, Kalifornien) ist eine philippinisch-US-amerikanische Fußballnationalspielerin.

## Leben
Wilson wurde als Tochter eines US-Amerikaners und eine Filipinin in Petaluma, Kalifornien geboren. Sie lebt mit ihrer Familie im benachbarten in Novato, Kalifornien, wo sie auch groß geworden ist. Wilson besucht die Marin Catholic High School in Kentfield, Marin County, Kalifornien und wird ihren Abschluss voraussichtlich im Frühjahr 2014 machen.

## Karriere

### Im Verein
Wilson startete ihre Karriere im Alter von 11 Jahren mit dem Marin FC einem Verein aus Greenbrae, Kalifornien. Sie spielt daneben an der Marin Catholic High School, wo sie zum Wildcats Women Soccer Team gehört. Wilson spielt zudem in der lokalen Novato Youth Soccer Association Auswahl.

### Nationalmannschaft
Wilson gehört seit 2010 zum Stammkader für die U-19 der Philippinen und wurde im Frühjahr 2011 im Alter von nur 16 Jahren, das erste Mal für die Philippinische Fußballnationalmannschaft der Frauen nominiert. Sie spielte ihr inoffizielles Debüt in einem Testspiel, im Rahmen eines Trainingscamps am 27. November 2012 im Titan Stadium in Fullerton, Kalifornien im Rahmen des Viking Cup's. Ihr offizielles A-Länderspieldebüt gab sie am 27. Mai 2013 in der AFC Asian Cup Qualifikation gegen die Thailändische Fußballnationalmannschaft der Frauen.